# Johann Maria Farina

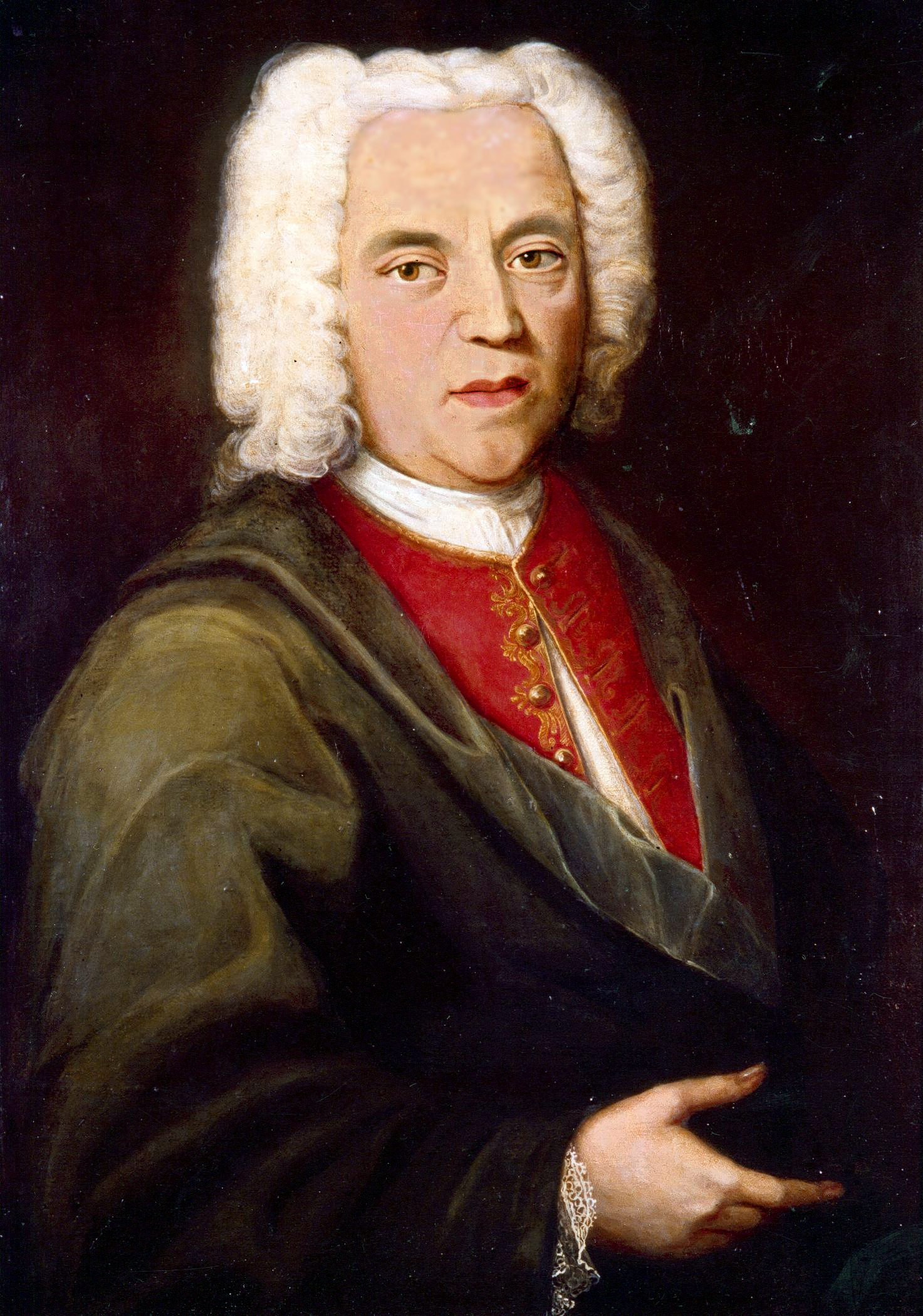
Johann Maria Farina (1685–1766)

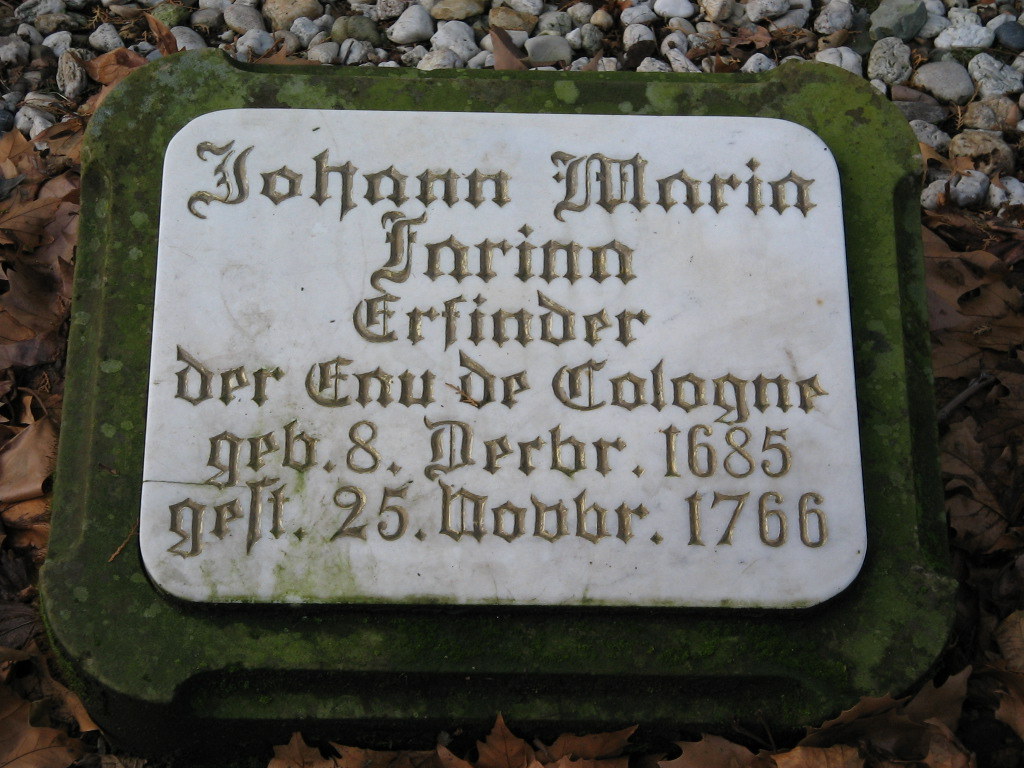
Nagrobek Fariny na cmentarzu Melaten Friedhof w Kolonii

Johann Maria Farina (wł. Giovanni Maria Farina; ur. 8 grudnia 1685 w Santa Maria Maggiore, Verbania, Piemont, Włochy, zm. 25 listopada 1766 w Kolonii) – twórca receptury i producent wody toaletowej, znanej jako woda kolońska (Eau de Cologne, niem. Kölnisch Wasser).
W 1709 r. J. M. Farina założył w Kolonii fabrykę perfum, która dziś jest najstarszą na świecie. Wyprodukowanej przez siebie wodzie toaletowej, o unikalnym zapachu, nadał nazwę: „Eau de Cologne” na cześć swojej nowej ojczyzny. Rozsławiło to Kolonię w XVIII w. jako miasto perfum, co upamiętnia rzeźba Fariny, umieszczona na wieży ratuszowej.
W XVIII w. w przedsiębiorstwie Fariny – „Eau de Cologne Farina” – zaopatrywały się niemalże wszystkie europejskie dwory królewskie i książęce, poczynając od króla pruskiego Fryderyka Wilhelma I, poprzez cesarzową Marię Teresę, króla Francji Ludwika XV, włącznie z królem Polski, Stanisławem Augustem Poniatowskim (zob. znani klienci Farina gegenüber).
Swój nowy zapach J. M. Farina opisał w liście z 1708 r. adresowanym do brata:
„Mój zapach przypomina włoski, wiosenny poranek po deszczu; pomarańcze, cytryny, grejpfrut, bergamoty, limonki oraz kwiaty i zioła rosnące w mojej ojczyźnie.
Tajemnicą tej zapachowej kompozycji i jej sukcesu była doskonale opanowana sztuka destylacji, którą J. M. Farina przywiózł ze sobą z Włoch, gdzie się urodził. Popularność oryginalnej „Eau de Cologne Farina” sprawiła, że w XIX w. na rynku europejskim pojawiły się jej imitacje pod nazwą „Woda kolońska”. Pomimo nazwy, ich kompozycje zapachowe dalece odbiegały od oryginału.
„Eau de Cologne Farina” używali m.in. Wolter, Balzac, Oscar Wilde, Tomasz Mann, Marlena Dietrich, księżniczka Diana.
Używali jej też m.in. królowa Wiktoria, Napoleon Bonaparte, Johann Wolfgang von Goethe. Wassily Kandinsky i Franz Marc, inspirowani zapachem „Eau de Cologne Farina”, projektowali dla niej wymyślne flakony i opakowania.
Perfumy „Eau de Cologne Farina” są produkowane po dziś dzień według oryginalnej receptury przez ósme już pokolenie rodu Farina.